# Províncias de Angola
As Províncias de Angola são as subdivisões administrativas de primeiro nível do país. Um total de vinte e uma províncias organizam-se no território angolano, cada província está organizada em partes menores que são os municípios, que somam 164. Os municípios podem se dividirem em partes ainda menores chamadas de comunas. Em todo o território angolano existem 518 comunas. As comunas podem ter uma ou mais cidades, vilas e aldeias em seu interior.
A Constituição Angolana afirma que os órgãos do Estado organizam-se respeitando, entre outros, o princípio da autonomia local, bem como o da unidade e da integridade territorial, implícito na Constituição.

## História

### Período português
Em 1861, a Angola Portuguesa compunha-se de cinco distritos: Luanda, Benguela, Moçâmedes, Ambriz e Golungo Alto. Os seus limites, segundo o disposto na Carta Constitucional portuguesa de 1826, e de acordo com o Tratado de Aliança e Amizade, de 1810, o Tratado de 22 de Janeiro de 1815, e a Convenção de 1817, eram: ao norte a latitude 5º12'S, e muito mais ao norte segundo o direito anterior, e ao sul a de 18º, ao longo da costa que corre na linha nor-noroeste - su-sudeste.
Em 1951, a colônia portuguesa de Angola tornou-se uma província ultramarina de Portugal, classificação que continuou até a independência de Angola em 1975.

### Pós-independência
Na Lei Constitucional original, de 11 de Novembro de 1975, a República Popular de Angola dividia-se em “províncias, concelhos, comunas, círculos, bairros e povoações”. Estas subdivisões deveriam ser autónomas, contudo essa descentralização não ocorria de facto, uma vez que as autoridades administrativas dos concelhos eram todas nomeadas pela Movimento Popular de Libertação de Angola (MPLA).
A Constituição de 1992 afirmou a existências das mesmas subdivisões apontas na Constituição anterior, porém, substituiu o termo concelho, atribuindo-lhe a denominação de município.

## Províncias
Angola encontra-se organizada em 21 províncias, que são a maior subdivisão a nível nacional. A cidade de Luanda, capital do país, localiza-se na província homónima, que é a maior em população entre todas as províncias.

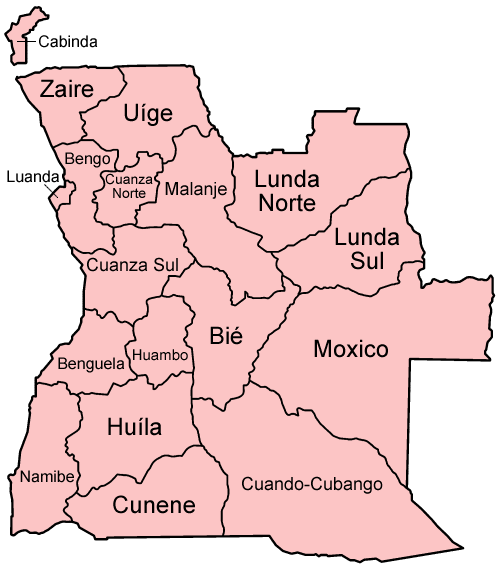
Mapas de províncias de Angola nomeadas.

Cada província angolana possui certo grau de autonomia garantida pela Constituição.
| Província     | Código ISO | Capital       | Área (km²) | População (Censo 2014) | Municípios | Comunas |
| ------------- | ---------- | ------------- | ---------- | ---------------------- | ---------- | ------- |
| Bengo         | BGO        | Caxito        | 15 506     | 356 641                | 6          | 23      |
| Benguela      | BGU        | Benguela      | 31 788     | 2 231 385              | 10         | 38      |
| Bié           | BIE        | Cuíto         | 70 314     | 1 455 255              | 9          | 39      |
| Cabinda       | CAB        | Cabinda       | 7 270      | 716 076                | 4          | 12      |
| Cuando        |            | Mavinga       |            |                        |            |         |
| Cubango       |            | Menongue      |            |                        |            |         |
| Cuanza Norte  | CNO        | Nadalatando   | 24 190     | 443 386                | 10         | 30      |
| Cuanza Sul    | CUS        | Sumbe         | 55 660     | 1 881 873              | 12         | 36      |
| Cunene        | CNN        | Ondijiva      | 89 342     | 990 087                | 6          | 20      |
| Huambo        | HUA        | Huambo        | 34 274     | 2 019 555              | 11         | 37      |
| Huíla         | HUI        | Lubango       | 75 002     | 2 497 422              | 14         | 37      |
| Ícolo e Bengo |            | Catete        |            |                        |            |         |
| Luanda        | LUA        | Luanda        | 18 283     | 6 945 386              | 9          | 14      |
| Lunda Norte   | LNO        | Dundo         | 102 783    | 862 566                | 10         | 24      |
| Lunda Sul     | LSU        | Saurimo       | 45 649     | 537 587                | 4          | 14      |
| Malanje       | MAL        | Malanje       | 97 602     | 986 363                | 14         | 52      |
| Moxico        | MOX        | Luena         |            |                        |            |         |
| Moxico Leste  |            | Cazombo       |            |                        |            |         |
| Namibe        | NAM        | Moçâmedes     | 58 137     | 495 326                | 5          | 16      |
| Uíge          | UIG        | Uíge          | 58 698     | 1 483 118              | 16         | 44      |
| Zaire         | ZAI        | Mabanza Congo | 40 130     | 594 428                | 6          | 25      |
| Total         | AO         | Luanda        | 1 246 700  | 25 789 024             | 164        | 518     |

## Reforma
Em 2012, Bornito de Sousa, então ministro da Administração do Território, admitiu a possibilidade de revisão administrativa das províncias do Moxico e do Cuando-Cubango, as duas maiores de Angola, com a finalidade de facilitar a gestão administrativa, uma vez que alguns municípios ficam a mais de 600 quilómetros da capital de sua província.
Caso concretizada a pretensão do governo, Angola passaria a ter 21 províncias, uma vez que o Cuando Cubango dividiria-se em duas e o Moxico em três províncias (Moxico, Luchazes e Alto Zambeze).
A reforma administrativa das províncias de Bengo e Luanda, obedecendo à Lei 29/11, de 1 de setembro de 2011, e efetivada em 2019, cedeu parte do território do Bengo para a província de Luanda, mais exactamente os municípios de Ícolo e Bengo e Quissama, os dois municípios juntos possuem uma população de cerca de 100 mil habitantes.
A partir de de 2025, Angola passou a contar com 21 províncias.